# سد الحسن الثاني
سد الحسن الثاني هو سد يقع في وادي ملوية بشمال مدينة ميدلت بالمغرب . طاقته الاستيعابية من المياه تقدر ب 400 مليون متر مكعب .